# 빙구 (드라마)
《빙구》는 2017년 2월 1일 네이버TV 웹드라마 10부작으로 먼저 공개되었다.
이후 2017년 2월 5일부터 2월 12일까지 MBC에서 2부작으로 방영된 문화방송 특집드라마이다.

## 기획 의도
1979년의 남자가 세월을 뛰어넘어 2016년의 여자를 만나게 되면서 벌어지는 이야기를 그린 단막극

## 등장 인물

### 주요 인물
- 김정현 : 고만수 역
- 한선화 : 장하다 / 한영실 역

### 주변 인물
- 차주영 : 유신영 역 (중년 : 남기애) - 고만수의 첫사랑
- 정가람 : 장차다 역 - 장하다의 동생
- 김희찬 : 장은석 역 (중년 : 정보석) - 장하다의 아버지
- 안길강 : 영화극장 미술부장 역

### 그 외 인물
- 이정은 : 이정은 역 - 장하다의 은행 동료
- 엄효섭 : 유신영의 아버지 역
- 이창
- 조부현
- 정지호
- 박중근
- 양현민 : 은행 양과장 역
- 최영인
- 최보광
- 이영실
- 하진
- 김경일
- 설창희
- 최남욱
- 전헌태
- 김철구
- 전종석
- 김영권
- 이경준
- 조동열
- 김보름
- 김서경
- 문아람
- 함나영
- 정현준
- 이슬비
- 김유정
- 유필란
- 문경민
- 강신구
- 권기주
- 송정림
- 김지은
- 김태경
- 최교식
- 이해

### 특별출연
- 지수원 : 꽃가게 사장 역
- 태항호 : 노점상 역

## 시청률
| 회차 | 방송일자        | 시청률   | 시청률 |
| 회차 | 방송일자        | AGB 닐슨 | TNmS   |
| ---- | --------------- | -------- | ------ |
| 1화  | 2017년 2월 5일  | 1.9%     | 1.3%   |
| 2화  | 2017년 2월 12일 | 1.6%     | 1.3%   |